# Juan Kahnert
Juan Hermann Kahnert (* 4. März 1928 in Buenos Aires; † 3. September 2021 in den Vereinigten Staaten) war ein argentinischer Kugelstoßer.
Bei den Olympischen Spielen 1948 in London schied er in der Qualifikation aus.
1949 gewann er Bronze bei den Leichtathletik-Südamerikameisterschaften in Lima sowie 1951 Silber bei den Panamerikanischen Spielen in Buenos Aires.
Seine persönliche Bestleistung von 16,75 m stellte er am 16. Juni 1956 in Berkeley auf.

## Veröffentlichungen
- Toward excellence in physical fitness: An instructional workbook. Kendall/Hunt, 1976, ISBN 0840315287; 2. Auflage ebd., 1984, ISBN 0840320493